# قلاية البندورة
قلاية البندورة، أو جز مز في سوريا ، هي أكلة شعبية ومشهورة في الشام وخصوصاً في فلسطين والأردن. وتقدم صباحاً على الفطور أو في الغداء أو العشاء، وتتكون من البندورة وزيت الزيتون والفلفل الحار والملح وبصل، وهي سهلة وسريعة التحضير. ويؤمن المؤرخون انها من اصل منطقة غور الصافي، المنطقة الريفية الزراعية على الشاطئ الأردني من البحر الميت. المناخ الساخن في غور الصافي مناسب جدا لزرع البندورة.
قلاية البندورة مشهورة أثناء التخييم أو التنزه في البرية لأن تحضيرها سهلا جدا.

## التحضير

### المقادير
- خمس حبات بندورة حمراء مقشرة ومقطعة.
- نصف كيلو لحم مقطغ صغير.
- بصلتان مفرومتان.
- رأس ثوم مفروم.
- فلفل أخضر حار مقطع ثلاث أو أربع حسب الرغبة.
- ملعقة ملح فلفل أسمر.
- ملعتين زيت قلي.
- ملعقة صلصة بندورة.

### التحضير

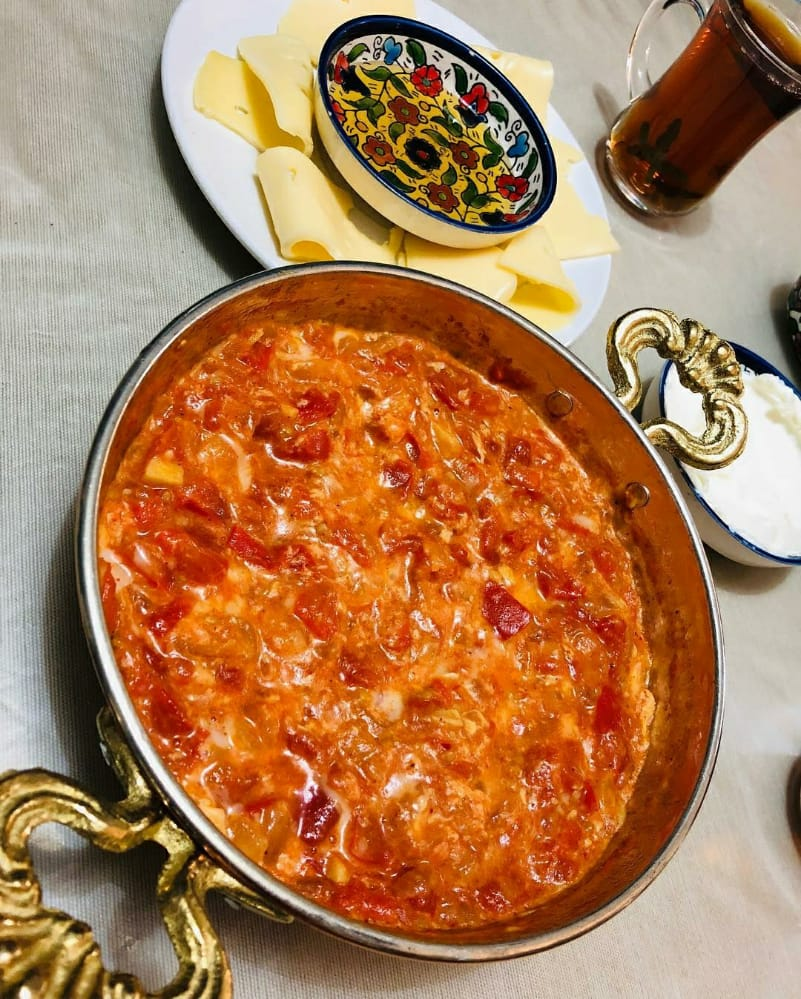
قلاية البندورة

يوضع الزيت في المقلاية ويضاف إليه البصل المفروم والثوم المفروم وأيضاً الفلفل الحار الأخضر، مع التقليب لمدة خمس دقائق ثم تضاف إلى الخليط اللحم المفروم ويقلب خمس دقائق وتضاف البندورة والملح والفلفل الأسود ويترك لمدة عشر دقائق ثم يسكب في جاط التقديم.